# Пазевальк
Пазевальк, Пустоволк, Пасевалк (полабська: Pozwolc; каш. Pòzdzewôłk, нім. Pasewalk [ˈpaːzəvalk], ниж.-нім. Pasewalk) — місто в Німеччині, розташоване в землі Мекленбург-Передня Померанія. Входить до складу району Передня Померанія-Грайфсвальд.
Площа — 54,99 км2. Населення становить 9948 ос. (станом на 31 грудня 2020). Офіційний код — 13 0 62 043.

## Історія
Легенда свідчить, що це місто було засноване в VII–VIII столітті н. е. двома братами мореплавцями на старому торговому шляху, які знайшли притулок в недоступному перетині річки Вкра. У 1029 р. автор літопису монастиря м. Пегау описує історію сім'ї Віпрехта фон Гройча, повідомляв про існування замку в країні «Posduwlc» Поморський, у тому городі й навколо нього були слов'янські поселення племені укрів.
Назва міста Пазевальк походить від слов'янської назви міста Пустоволк (Пасевалк) у VI–XII ст.. Це місто було утворене та заселене слов'янським племенем укрів, столицею яких у VI–XII століттях було місто Пренцлау. Завойоване німцями у середньовіччі.
У документах середньовіччя назва цього міста з'являється як «Pozdewolk» (1177 р., 1178 р., 1216 р.), «Posduwolc» (1195 р.), «Pozwolc» (1241 р.), «Poswalc» (1260 р., 1322 р.) і «Poswalk» (1260 р., 1276 р., 1355 р.). Воно походить від слов'янських слів «вал» оборонний (насип) і «вовк» («volc», «wilk») — «замок Вовка».
Пазевальк протягом XII століття став членом Ганзейської унії.
У 1359 р. його займали померанські воєводи. Часто стояв руїною через війни, які завдавали руйнувань окрузі, і був пограбований кілька разів імперськими силами під час Тридцятилітньої війни.
У 1657 р. був спалений поляками і росіянами в 1713 році.
Вестфальський мир 1648 року передав Швеції, але в 1676 р. був завойований Бранденбургами.
У 1720 р. Стокгольмський мир передав Бранденбург-Пруссії.
Герб міста — три голови грифонів на синьому тлі, що символізують панування поморських князів династії Гріффін: Богуслав V Великий (*1317-†1374), Барнім V (*1369-†1403) і Варціслав V (*1326-†1390).

## Галерея

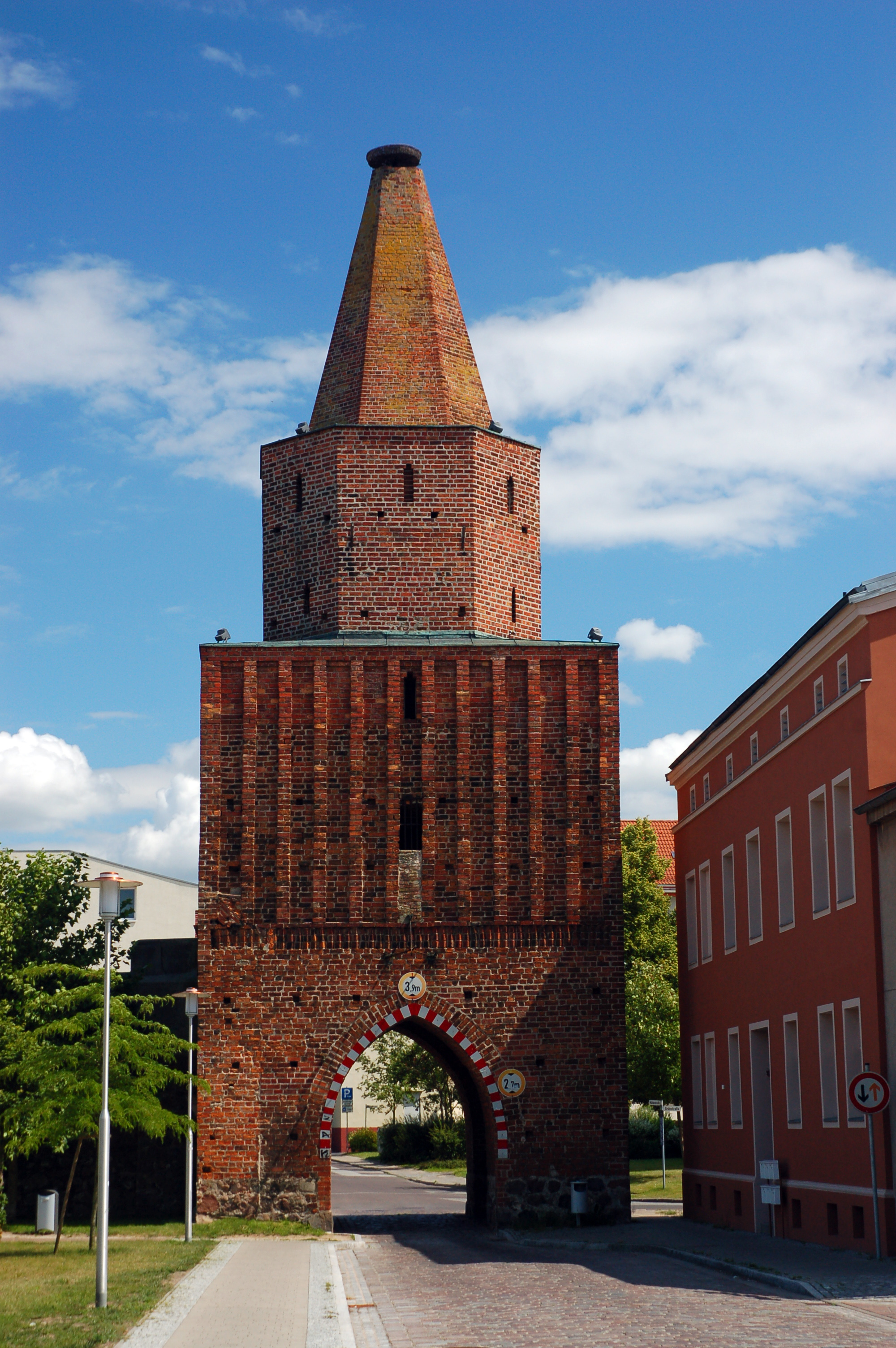
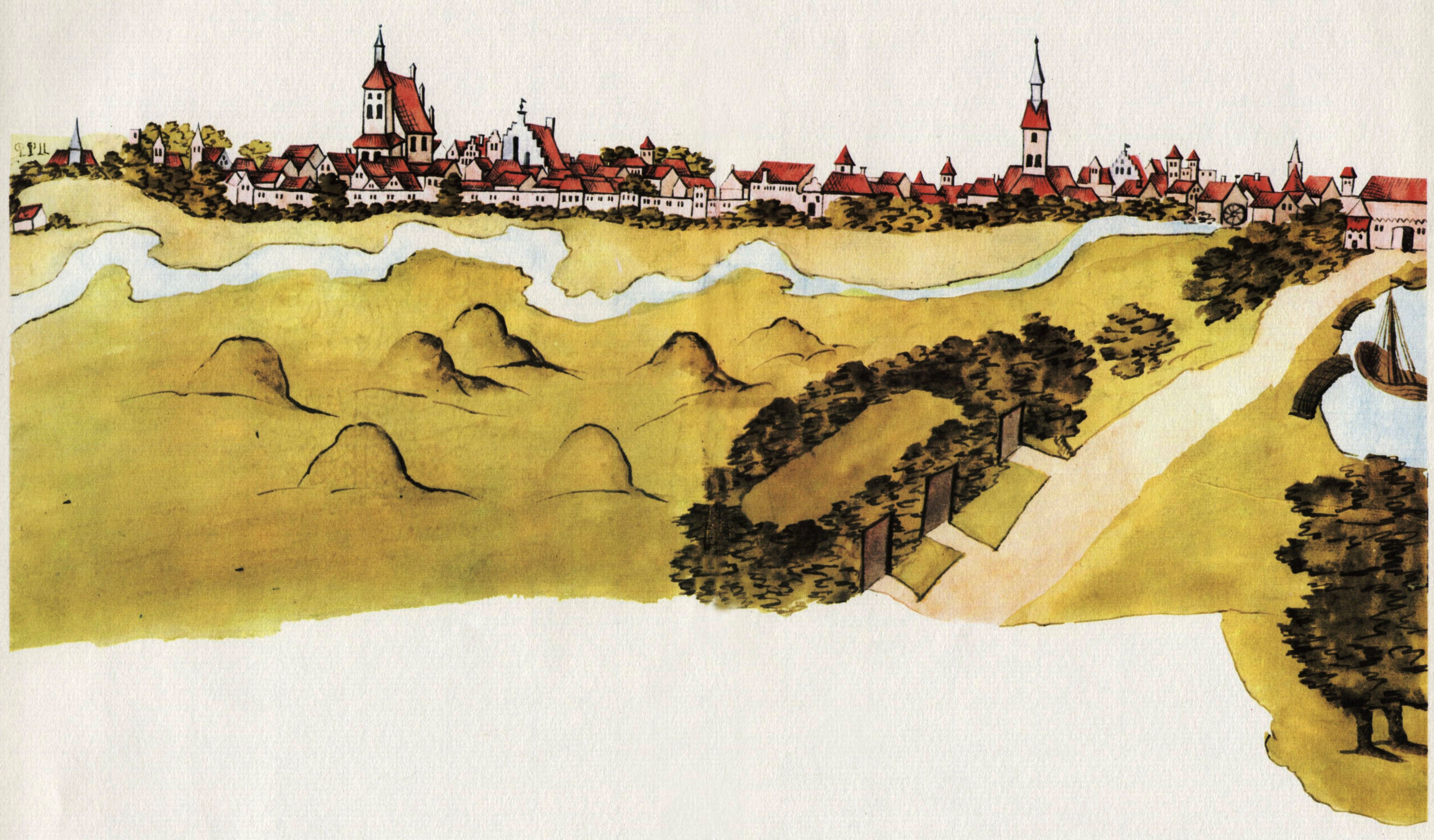
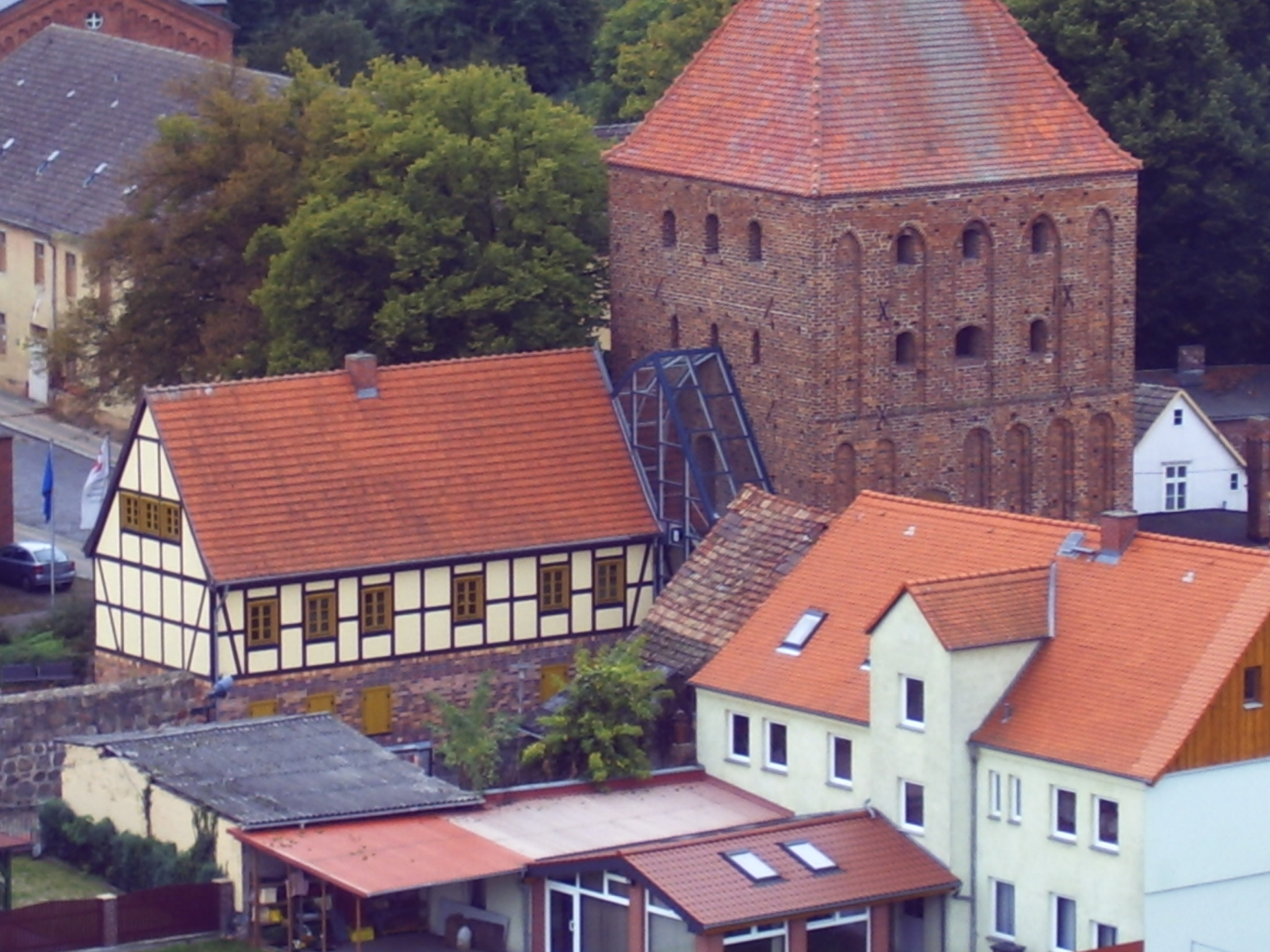
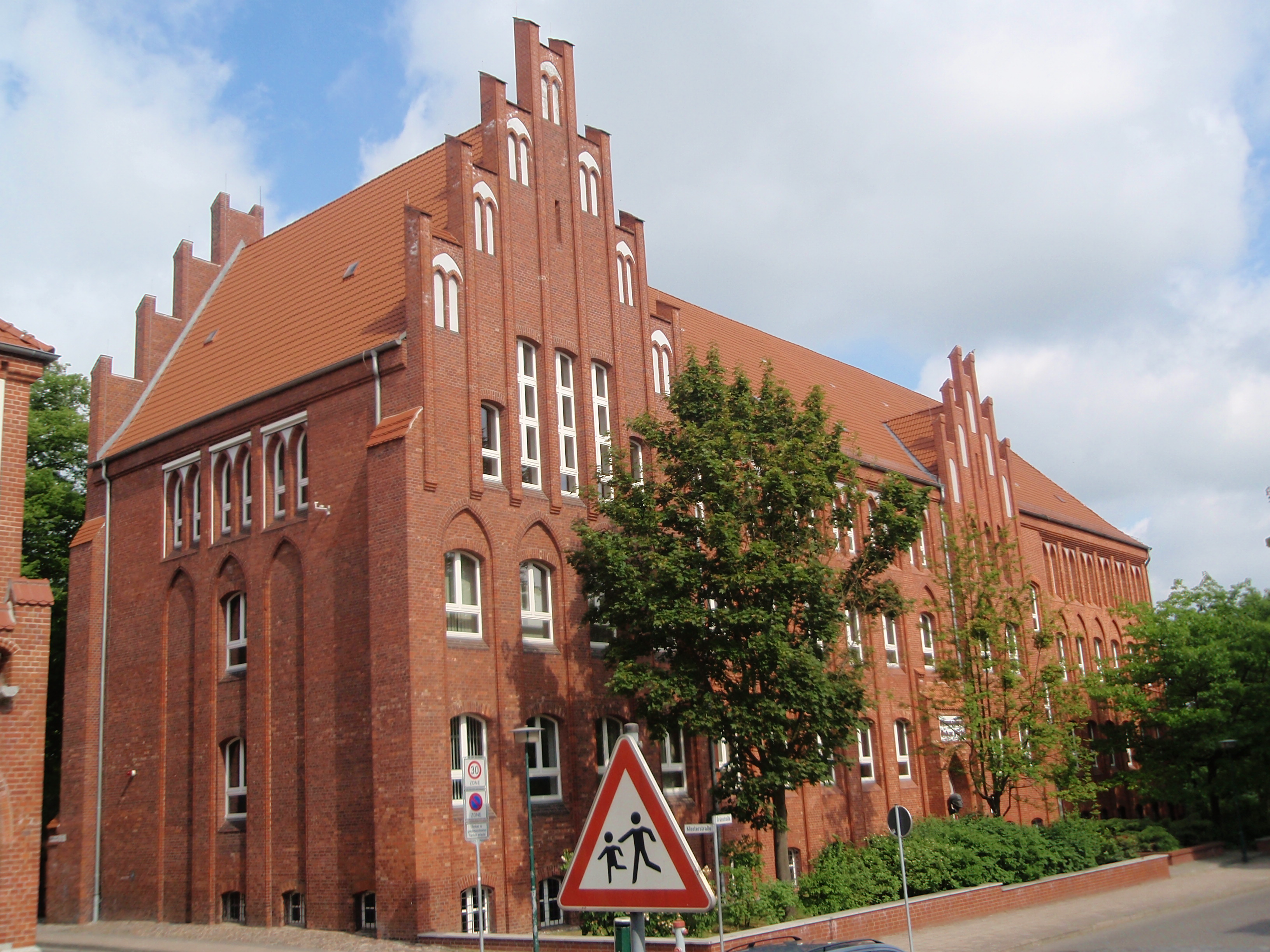
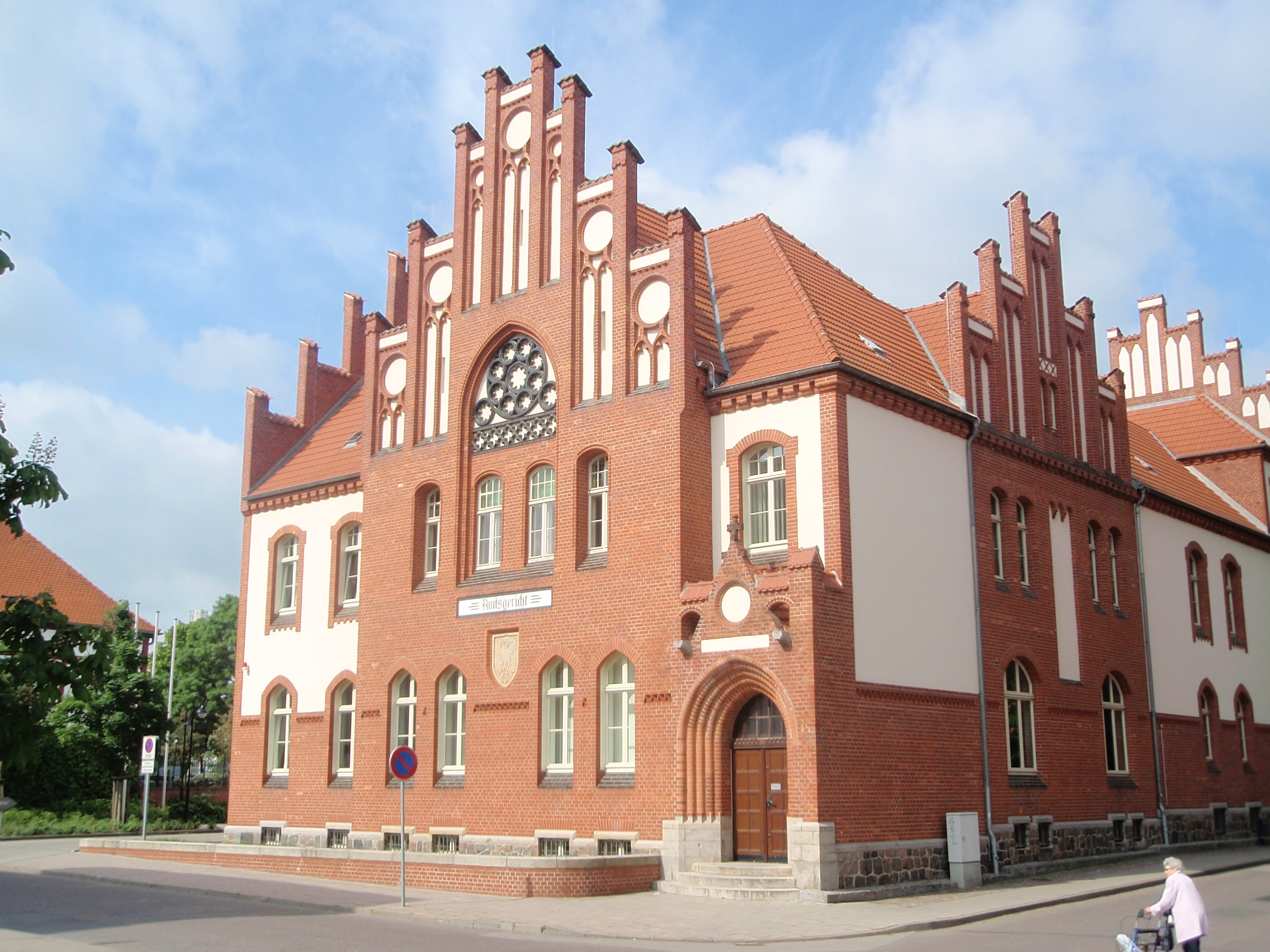
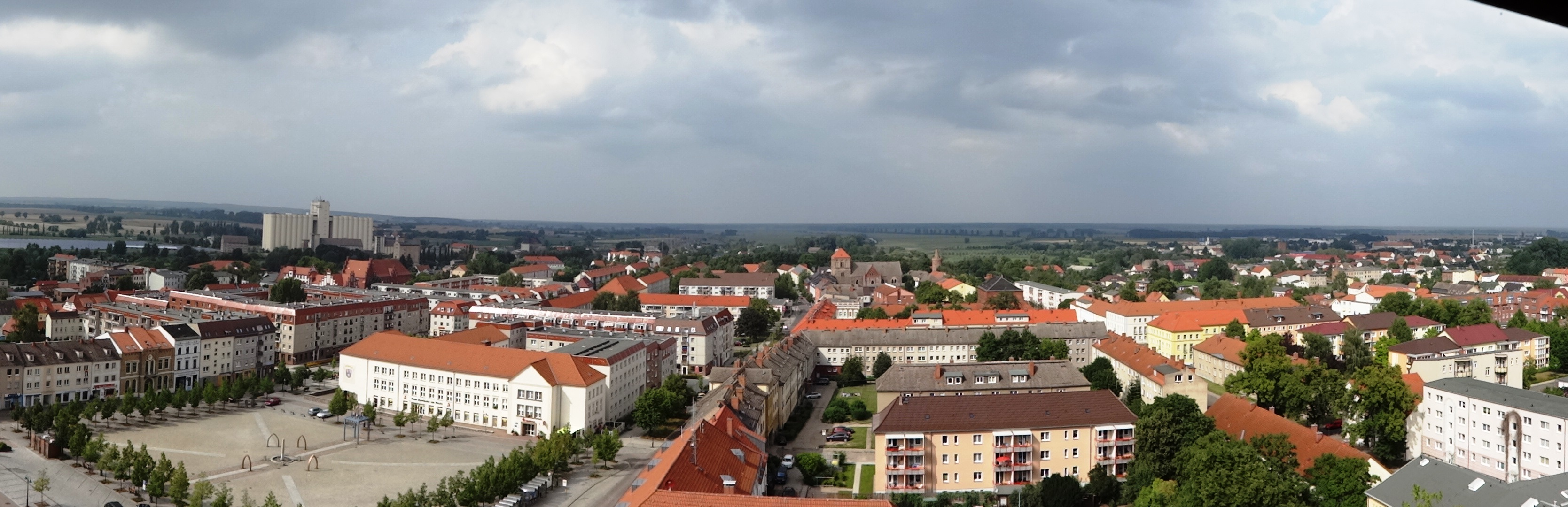